# Keith Chiasson
Keith Chiasson est un homme politique canadien.
Il est élu à l'Assemblée législative du Nouveau-Brunswick durant les élections provinciales de 2018 et il est réélu lors des élections de 2020 et de 2024. Il représente la circonscription de Tracadie-Sheila, puis la nouvelle circonscription de Tracadie, et est membre du Parti libéral du Nouveau-Brunswick.
Il est ministre des Affaires autochtones depuis le 2 novembre 2024.

## Biographie
Keith Chiasson grandit dans un milieu bilingue, à Sudbury, en Ontario, où les francophones sont minoritaires. Son père vient de Caraquet et sa mère, de Sainte-Marie-Saint-Raphaël.
Il est diplômé en sciences politiques de l’Université d’Ottawa. Il a étudié plusieurs années à l’Université de Moncton, où il a fait partie de l’équipe de hockey de 1995 à 1998. Après avoir voyagé quelques années au Canada, il s’installe à Tracadie pour travailler principalement dans le domaine social.